# Åbackarna

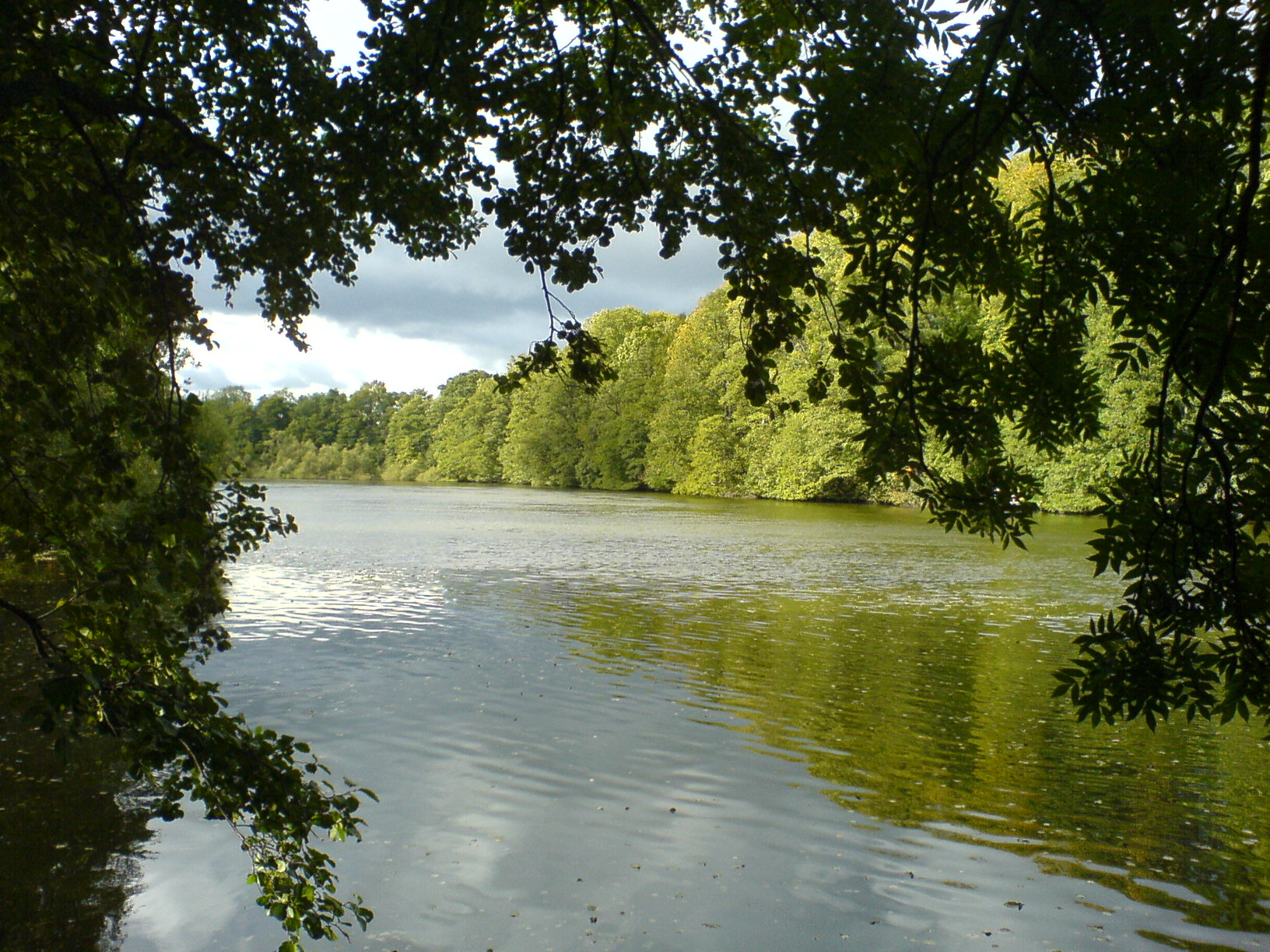
Utsikt från Rhododendrondalen.

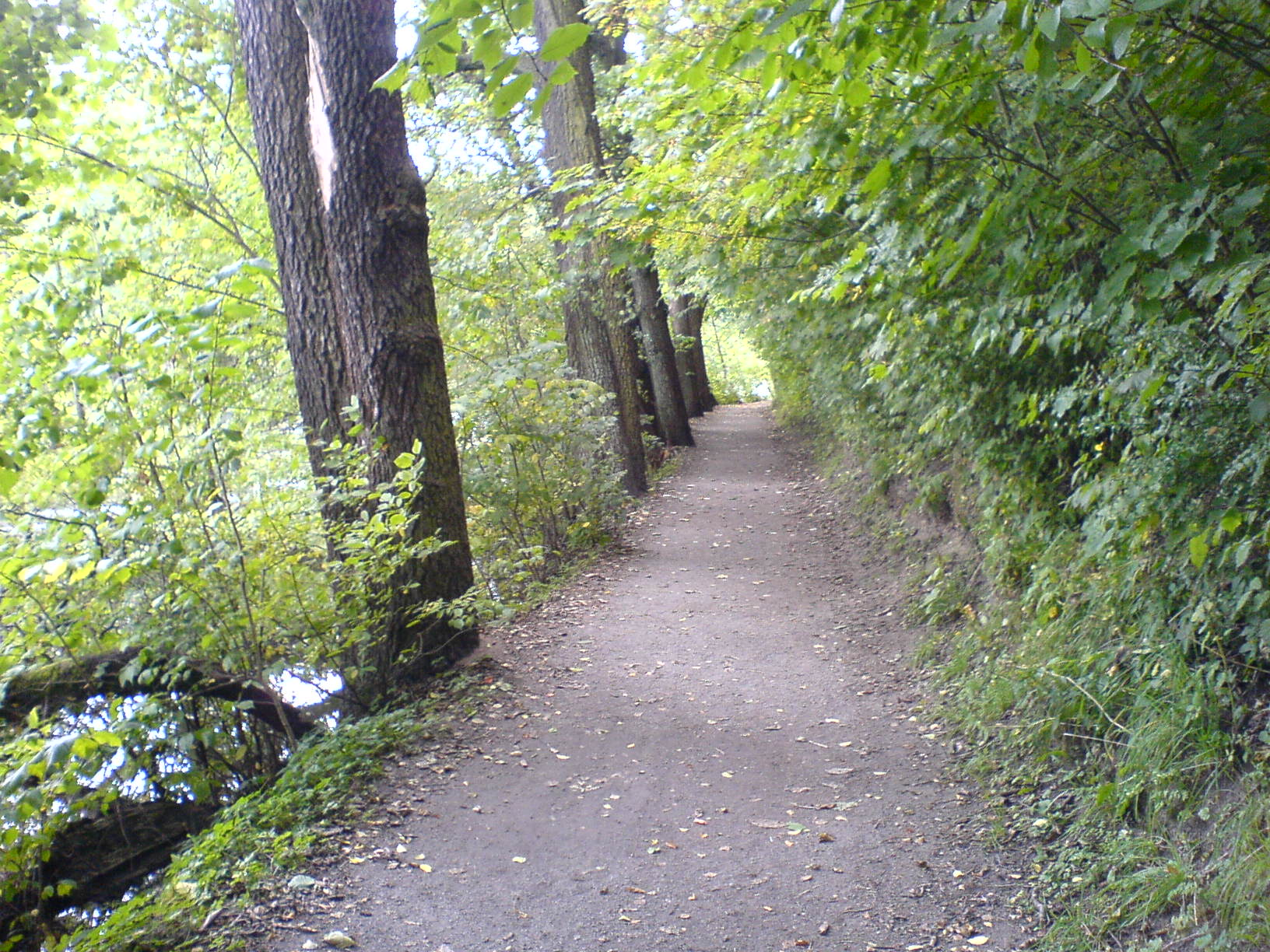
Norra sidan.

Åbackarna är ett lummigt område kring Motala ström i Norrköping.
Åbackarna har länge varit ett populärt promenadstråk som knyter ihop centrala staden med Himmelstalund. Längs med Åbackarna återfinns Folkparken, Färgargården, Rhododendrondalen nedanför Kneippen med lövskog och rhododendron, samt Femöresbron med en örtagård vid brovaktarbostaden.